# Драгутин Ілич
Драгутин Ілич (серб. Драгутин Ј. Илић, іноді Илијћ; нар. 2 лютого або 14 лютого 1858, Белград — пом. 1 березня 1926, Белград) — сербський літератор, драматург, журналіст, правник і політик. Серед іншого, написав першу у світі науково-фантастичну драму «Через мільйон років» (серб. После милијон година; 1889 р.).
Був обізнаний з українською літературою, зокрема з творчістю Шевченка, впливом якого позначені окремі поезії Ілича («Вітрові», що має підзаголовок «Наслідування Шевченкові», 1895; «Коли помру…», 1899, тощо).

## Життєпис
Походив із відомої поетичної сім'ї з Белграда: його батько Йован Ілич і брат Воїслав Ілич були поетами. Почав писати ще в гімназії, дописуючи в журнали «Јавор» і «Отаџбина». Наважився писати під впливом творів великих письменників тодішньої Російської імперії, таких як Тургенєв, Пушкін, Гоголь, Жуковський…
Найбільшу зацікавленість виявив до написання поезій та п'єс. У своїй творчості, постійно дотримуючись народних ідеалів, схилявся до романтизму. 1 березня 1881 року Народний театр у Белграді поставив його виставу «Вукашин». До 1906 р. на цій самій сцені було виконано близько десятьох його драматичних творів. 1881 р. здобув у Белграді вищу юридичну освіту, ставши доктором наук.
Його вихід із літературного середовища багато в чому пояснювався тим, що Йован Скерлич не включив його до своєї «Історії нової сербської літератури». Скерлич особисто з ним не стикався, тому й припустився такої несправедливості. Під кінець життя Ілич повністю відійшов від письменства, ведучи бурхливе життя і нехтуючи групою, згуртованою навколо «Сербської літературної газети», що ще більше вплинуло на його раннє літературне забуття.
Відзначився він і в написанні політичних статей у белградській газеті «Дневни лист». Підписуючись «Джем» (серб. Џем), він критикував австрофільську політику короля Мілана Обреновича. З політичних причин переслідуваний у 1888 р., втік у Румунію, працюючи там (в Оршові) офіціантом і торговельним помічником. Не зумівши започаткувати в Бухаресті сербсько-болгарську політичну газету «Славія», переїхав у Загреб, щоб працювати в газеті «Сербобран», а 1889 року повернувся в Сербію, був амністований, але вже не зміг там знайти роботу на державній службі. Того ж року відвідав тодішню Росію, звідки привіз Шевченків «Кобзар».
Після того, як подружній розкол між сербським королем і королевою став надбанням громадськості, Ілич перейшов на бік королеви Наталії. Він надовго став її довіреною особою — секретарем і радником. 1890 р. заснував Патріотичну лігу «Велика Сербія», яка представляла сербські національні інтереси до 1893 р., видаючи суспільний часопис «Велика Сербія». Як ватажок Патріотичної ліги був організатором масштабних демонстрацій молоді та громадян Белграда, які прагнули силоміць завадити вигнанню королеви з країни. 1923 року на газетних шпальтах побачив світ його «Роман королеви Наталії», в якому він описав ці бурхливі події. Невдовзі після того він емігрував удруге, цього разу до Сремських Карловців. Дописував до часописів «Бранково коло», «Босанска вила», «Зора», «Нада», «Застава» та до «Літопису Матиці сербської».
Наприкінці XIX ст. деякий час перебував у Чорногорії, в оточенні князя Ніколи. З 1901 р. у Бухаресті випускав газету «Православний схід», яка виходила російською та французькою мовами і була призначена для сповіщення російської аудиторії про огріхи російської політики на Балканах. Газету незабаром заборонили, а Ілич повернувся в Сербію та знову зайнявся літературною творчістю.
Разом із однодумцями Стеваном Владиславом Качанським «Старим Бардом» та іншими патріотами видавав газету «Велика Сербія», де був головним автором і гострим критиком зовнішньої політики Обреновича (як москвофіл).
Під час Першої світової війни виїхав у Росію, де пропагував боротьбу Сербії, а в Одесі гуртував югославських добровольців. Після Першої світової війни став бібліотекарем Народних зборів. Уже забутий у літературних колах помер 1926 р.

## Доробок
Писав вірші, романи, оповідання, подорожні записи та п'єси. Оскільки був дуже хорошим знавцем театру, то писав статті й рецензії на окремі вистави та театр загалом. Написав 13 драматичних творів, найчастіше з мотивами минущості та трагічності, що виникли внаслідок його незадоволення оточенням, а також самим собою. Його образи здебільшого борються із суспільним середовищем, в якому вони перебувають.
Також перекладав твори тодішніх російських письменників. Був знайомий із сучасною йому українською літературою. Переклав сербохорватською поему Шевченка «Іван Підкова» (1890) та вірш «До Основ'яненка» (1896, передруковувався кілька разів). Обидва переклади опубліковано в періодичних виданнях.
Газета «Оногошт» у своєму 27-му числі за 1899 р. цитує його книжечку «Цетињски сватови», якої немає в його бібліографії.

## Бібліографія

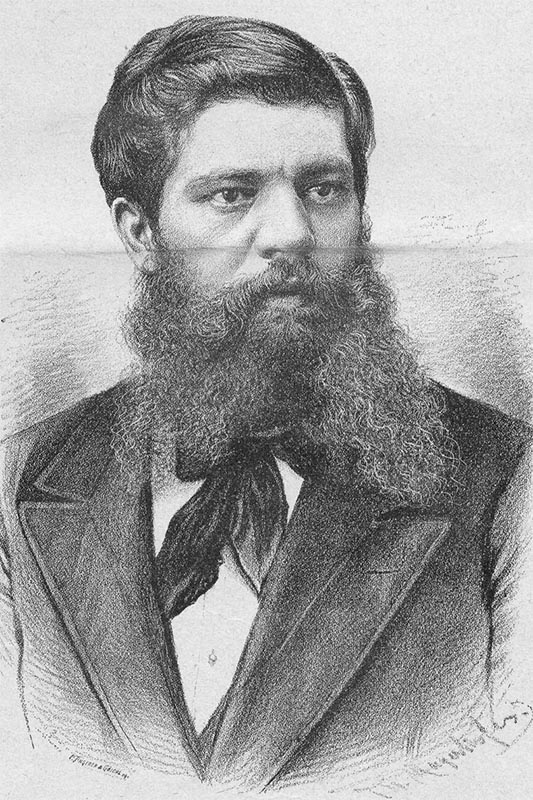
Драгутин Ілич наприкінці XIX ст.

## Примітки

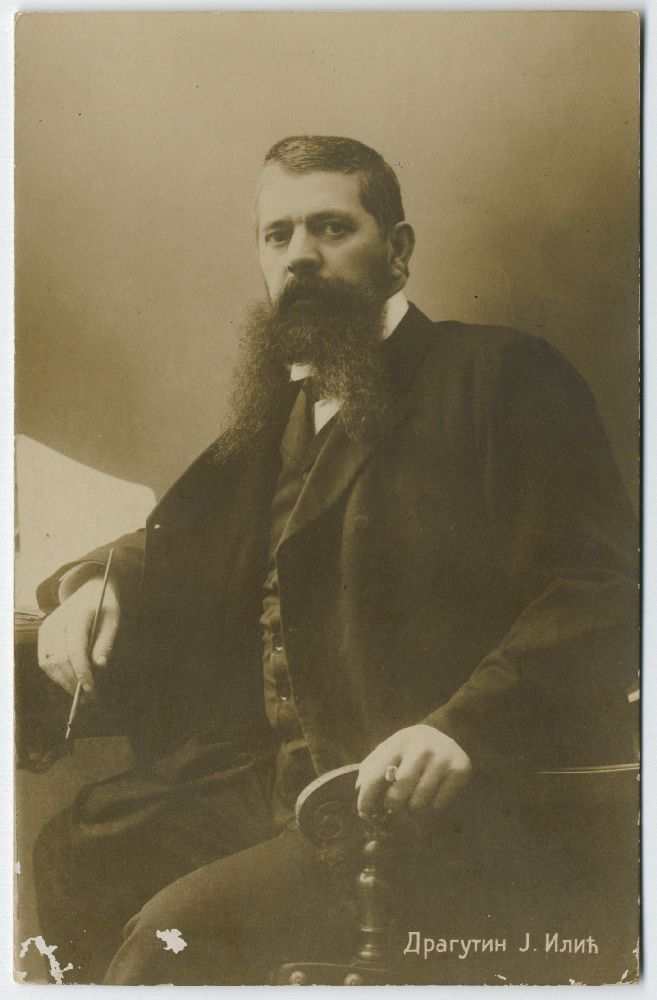
Драгутин Ілич, знятий на початку ХХ ст., світлина Милана Йовановича